# 朝鮮八景
朝鮮八景（ちょうせんはっけい）は朝鮮半島の8つの景勝地。八景の一つ。

## 概要
朝鮮八景は通常次の8つで、現在の統治下では、
- 朝鮮民主主義人民共和国

1. 白頭山（ペクトゥサン）と天池（チョンジ）
2. 鴨緑江（アムノッカン）
3. 金剛山（クムガンサン）
4. 赴戦（プジョン）高原
5. 牡丹峰（モランボン）（平壌）

- 大韓民国

1. 石窟庵（ソクグルアム）
2. 海雲台（ヘウンデ）
3. 漢拏山（ハルラサン）

これらは『ウリナラ・パルギョンガ』（景勝八景歌）として、イ・ジョンミ（李政美）などが歌っている。

## 日本統治時代
また、朝鮮総督府鉄道局が1929年に発表した『朝鮮八景十六勝』のうちの八景も日本ではよく知られている
1. 海雲台（ヘウンデ）
2. 俗離山（ソンニサン）
3. 朱乙（チュウル）温泉
4. 牡丹峰（モランボン）
5. 伽倻山（カヤサン）
6. 仏国寺（プルグクサ）

この朝鮮八景は唱歌『朝鮮八景歌』として歌われた。また、画家・川瀬巴水の描いた『朝鮮八景』（1939年）も知られている。

## 参考
1. ↑  分断の最大犠牲曲「朝鮮八景歌」、南北政治によって勝手に歌詞が替えられた